# تناجر كستنائي الظهر
تناجر كستنائي الظهر (الاسم العلمي: Tangara preciosa)، هو نوع من الطيور يتبع فصيلة التناجر ضمن رتبة العصفوريات.